# Tennis ai XVIII Giochi asiatici
Il tennis ai XVIII Giochi asiatici si è svolto al Jakabaring Sport City di Palembang in Indonesia, dal 19 al 25 agosto 2018. Cinque sono gli eventi che sono stati disputati: i singolari maschile e femminile, i doppi maschile e femminile e il doppio misto.

## Calendario
| Torneo              | 19 ago                | 20 ago        | 21 ago                | 22 ago           | 23 ago           | 24 ago      | 25 ago       |
| ------------------- | --------------------- | ------------- | --------------------- | ---------------- | ---------------- | ----------- | ------------ |
| Singolare maschile  | Primo turno           | Secondo turno |                       | Terzo turno      | Quarti di finale | Semifinali  | Finale 1°-2° |
| Singolare femminile | Primo turno           | Secondo turno | Terzo turno           | Quarti di finale | Semifinali       | Finale 1°-2 |              |
| Doppio maschile     | Primo turno           | Secondo turno | Terzo turno           | Quarti di finale | Semifinali       | Finale 1°-2 |              |
| Doppio femminile    |                       | Primo turno   |                       | Secondo turno    | Quarti di finale | Semifinali  | Finale 1°-2° |
| Doppio misto        | Primo e secondo turno | Primo turno   | Secondo e terzo turno | Terzo turno      | Quarti di finale | Semifinali  | Finale 1°-2° |

## Risultati
| Evento                         | Oro                                           | Argento                                       | Bronzo                                                                            |
| Singolare maschile (dettagli)  | Denis Istomin                                 | Wu Yibing                                     | Prajnesh Gunneswaran Lee Duck-hee                                                 |
| Singolare femminile (dettagli) | Wang Qiang                                    | Zhang Shuai                                   | Ankita Raina Liang En-shuo                                                        |
| Doppio maschile (dettagli)     | India Rohan Bopanna Divij Sharan              | Kazakistan Aleksandr Bublik Denis Yevseyev    | Giappone Sho Shimabukuro Kaito Uesugi Giappone Yuya Ito Yosuke Watanuki           |
| Doppio femminile (dettagli)    | Cina Xu Yifan Yang Zhaoxuan                   | Taipei cinese Chan Hao-ching Latisha Chan     | Kazakistan Gozal Ainitdinova Anna Danilina Giappone Miyu Katō Makoto Ninomiya     |
| Doppio misto (dettagli)        | Indonesia Christopher Rungkat Aldila Sutjiadi | Thailandia Sonchat Ratiwatana Luksika Kumkhum | Kazakistan Anna Danilina Oleksandr Nedovjesov Giappone Erina Hayashi Kaito Uesugi |

## Medagliere
| Posizione | Nazione       | Oro | Argento | Bronzo | Totale |
| --------- | ------------- | --- | ------- | ------ | ------ |
| 1         | Cina          | 2   | 2       | 0      | 4      |
| 2         | India         | 1   | 0       | 2      | 3      |
| 3         | Indonesia     | 1   | 0       | 0      | 1      |
| 3         | Uzbekistan    | 1   | 0       | 0      | 1      |
| 5         | Kazakistan    | 0   | 1       | 2      | 3      |
| 6         | Taipei cinese | 0   | 1       | 1      | 2      |
| 7         | Thailandia    | 0   | 1       | 0      | 1      |
| 8         | Giappone      | 0   | 0       | 4      | 4      |
| 9         | Corea del Sud | 0   | 0       | 1      | 1      |